# Mermaids – Meerjungfrauen in Gefahr
Mermaids – Meerjungfrauen in Gefahr (OT: The3Tails Movie: A Mermaid Adventure) ist ein US-amerikanischer Kinder- und Jugendfilm aus dem Jahr 2015. Der Abenteuerfilm basiert auf einer YouTube-Serie um drei Jugendliche, die in Wahrheit Meerjungfrauen sind. Die drei Darstellerinnen sind auf YouTube als The3Tails bekannt.

## Handlung
Während der Schulferien bemerken die drei Freundinnen Emily, Selena und Jackie, dass sie verfolgt werden. Zurück in der Schule müssen sie feststellen, dass ihre Erzfeindin Sam mittlerweile ihre Klasse besucht. Als Emily während eines Aquarium-Besuchs mit den Fischen kommuniziert, kommt Sam langsam hinter das Geheimnis. Sie betäubt die drei Freundinnen und verschleppt sie auf ein Boot. Dort entnimmt sie eine Probe von Emilys Schwanzflosse. Kurz darauf befreien sich die Freundinnen, werden jedoch entdeckt. Jackie ergreift schließlich die Flucht und alarmiert die Behörden. Die Spur führt zum Haus eines reichen Mannes, der mit dem Meerjungfrauenserum seine querschnittsgelähmte Tochter retten möchte. Aus Mitleid verraten die drei Freundinnen nichts. Nur Sam muss sich vor den Behörden wegen der Entführung verantworten.

## Hintergrund
Die Geschwister Natasha und Sofia Garretón sowie Marlena Lerner betreiben den YouTube-Channel The3Tails. Dabei handelt es sich um ein Serienformat um drei Freundinnen, die Meerjungfrauen sind und ihr Geheimnis sogar vor ihren Eltern verstecken konnten. Mit etwa 50.000 Fans (zur Zeit 57.000) war das Format aus Sicht der Verantwortlichen so erfolgreich, dass sie einen Direct-to-DVD-Film daraus machten. Regie führte mit Andrés Garretón der Vater der beiden Hauptdarsteller. Co-Regie führte Meredith Scott Lynn.